# Japansk ål
Japansk ål (Anguilla japonica) är en fiskart som beskrevs av Temminck och Schlegel, 1846. Japansk ål ingår i släktet Anguilla och familjen egentliga ålar. Inga underarter finns listade i Catalogue of Life.